# Anthemis aetnensis
La  camomilla dell'Etna (Anthemis aetnensis Schouw) è una pianta appartenente alla famiglia delle Asteraceae, endemica della Sicilia.

## Descrizione
È una pianta perenne camefita suffruticosa, alta 10–30 cm,  con fusto legnoso alla base e riccamente ramificato, formante cespugli di forma grossolanamente emisferica.
Le foglie basali, pennatosette, sono lunghe 2–3 cm, le superiori carnose e grigio-tomentose sono più piccole e pennate.
Ha infiorescenze a capolino unico terminale, di diametro 2-2.5 cm, con fiori del raggio ligulati bianchi e fiori del disco tubulosi di colore giallo-arancio.

## Distribuzione e habitat
È diffusa lungo le pendici dell'Etna.
 
Forma fitti praticelli su terreni di sabbia vulcanica, ad una altitudine di 1800 – 2400 m (talora si ritrova anche oltre i 3000 m).